# Висока техничка школа струковних студија Пожаревац
Висока техничка школа струковних студија Пожаревац је самостална високошколска установа која остварује основне струковне студије првог степена и специјалистичке струковне студије другог степена. Основни задатак ВТШ у Пожаревцу, као образовне установе, је образовање у области машинства, електротехнике, агрономије, прехрамбене технологије и заштите животне средине компатибилно са трендовима образовања у Европи и свету, уз максимално и стално иновирање наставних садржаја и примену савремених метода и техника едукације, почев од основног струковног до специјалистичког, перманентног и других облика образовања. Налази се у згради која је под заштитом државе у Немањиној 2 у Пожаревцу. Зграда је једна од само две које је Никола Пашић, као грађевински инжењер по струци, пројектовао и обе су изграђене у Пожаревцу.

## Историјат
Школа је званично и легално почела са радом 13. октобра 1979.године. Званичан назив у почетку био је: Виша школа усмереног образовања. Други назив школе је: Виша техничка школа у Пожаревцу. После усвајања закона о Високом образовању 2005. године и по спровођењу прве акредитације школа добија и треће име: Висока техничка школа струковних студија у Пожаревцу.
Суоснивачи школе: Образовни центар „13 октобар” у Костолцу, Индустријско-енергетски комбинат „Костолац”, Образовни центар „Јован Шербановић” у Пожаревцу, Образовни центар „Соња Маринковић” у Пожаревцу, РО „ПИК Пожаревац” у првим годинама рада обезбеђују простор и опрему за рад школе током реализације првих наставних планова и програма:
- Образовни центар „13 октобар” у Костолцу уступа на коришћење шест учионица, један амфитеатар, четири кабинета и салу за физичко васпитање. Користе се и три просторије за административно особље и друге намене.
- У Образовном центру „Јован Шербановић” у Пожаревцу користе се кабинети за хемију, биологију и биохемију.
- ИЕК „Костолац” даје на коришћење позоришну салу, лабораторије и производне погоне за извођење практичне наставе.
- РО ПИК Пожаревац омогућавају коришћење својих потенцијала за потребе школе.
- Повремено је коришћен простор ОЦ „Соња Маринковић” у Пожаревцу у првој години рада.

Од школске 1982/83. године школа је користила простор бившег Радничког универзитета „Радомир Вујовић” у Пожаревцу, легат трговачке омладине, сада Политехничка школа. То је први пут да школа има свој властити простор, али то није било коначно решење просторних услова рада. Тај простор задовољавао је потребе школе за око 1400 редовних и ванредних студената, по тада важећим нормативима. Школске 1986/1987. школа наставља да ради у свом простору на садашњој локацији са значајно побољшаним условима за реализацију наставног плана и програма. То је представљало значајно побољшање просторних и других услова за рад школе.

## Студијски програми
Студије првог степена – основне струковне студије изводе се на следећим студијским програмима:
- Студијски програм за машинство
- Студијски програм за електротехнику и рачунарство
- Студијски програм за заштиту животне средине
- Студијски програм за прехрамбену технологију и нутриционизам
- Студијски програм за заштиту биља[2]

## Организација и управљање
Школа има орган управљања, орган пословођења, стручне органе и студентски парламент. Орган управљања Школе је Савет који се састоји од представника школе, представника студената и представника оснивача, које именује Влада Србије. Председник Савета бира се из реда представника школе. Мандат чланова Савета је три године. Орган пословођења школе је директор. Директор се бира из реда професора школе који је у радном односу у школи са пуним радним временом, на неодређено време. Директор се бира на три године са могућношћу једног поновног избора. Стручни органи школе су Наставно веће и Веће студијског програма. Студентски парламент је орган који се организује у школи у циљу остваривања права и заштите интереса студената.